# Rotunda na Wzgórzu Lasoty w Krakowie

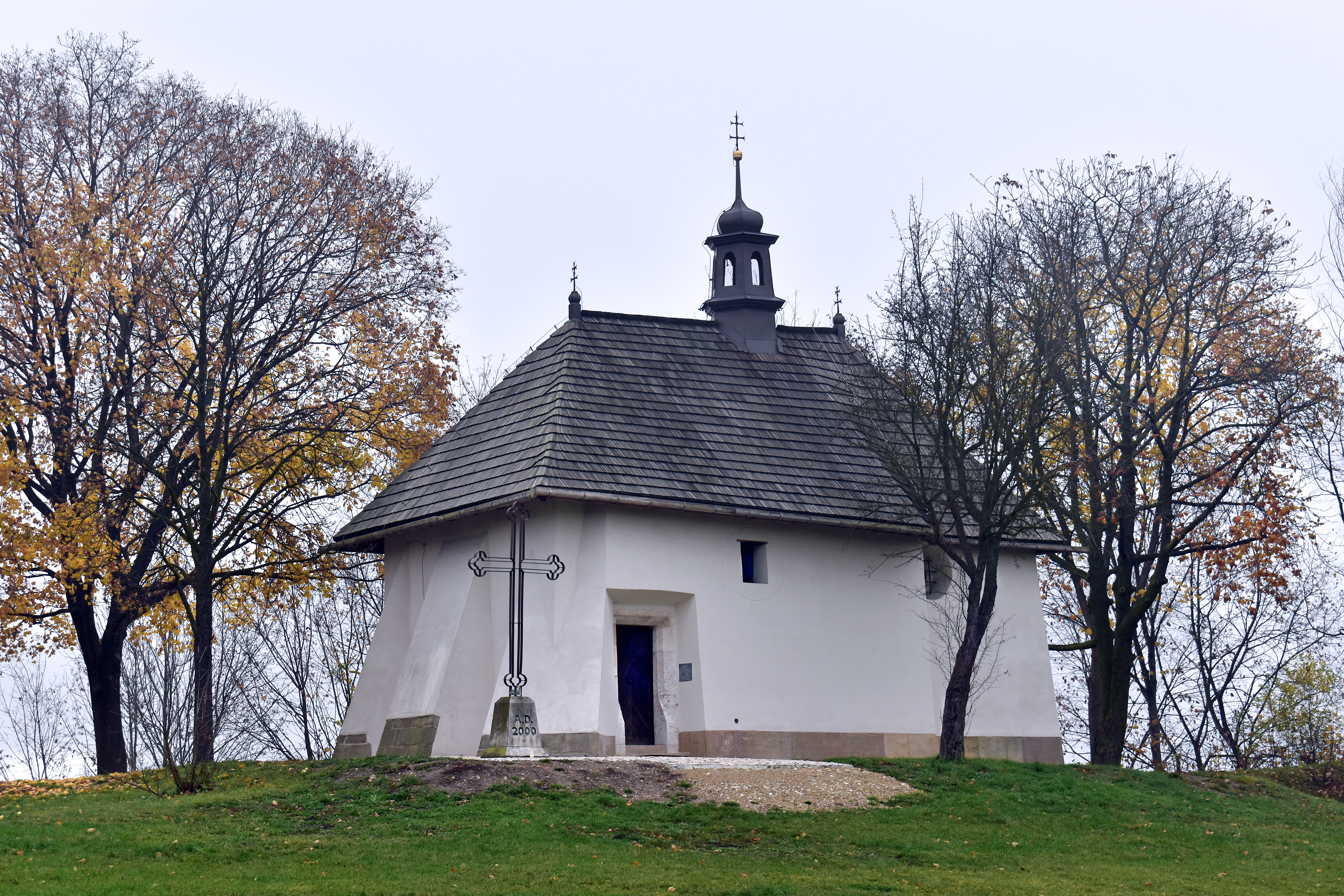
Kościół św. Benedykta, pod którym odkryto ruiny romańskiej rotundy.

Rotunda na Wzgórzu Lasoty – romańska rotunda z X lub XI w. odkryta na początku XX w. pod kościółkiem św. Benedykta w Krakowie na Wzgórzu Lasoty. Do dziś zachowały się jedynie ruiny nie udostępniane zwiedzającym.
W czasie prac związanych z odnawianiem Wawelu w latach 1914–1917 profesor Szyszko–Bohusz odkrył tam rotundę Najświętszej Marii Panny datowaną na X wiek. W 50 lat po jej odkryciu ekipa archeologów Politechniki Krakowskiej pod kierunkiem profesora doktora Wiktora Zina dokonała na Górze św. Benedykta odkrycia. Okazało się, że z jej szczytu wznosiła się kiedyś nad Krakowem świątynia podobna do wawelskiej. Badania archeologiczne doprowadziły do ustalenia, że na miejscu dzisiejszego kościoła św. Benedykta stała rotunda. Średnica wewnętrzna nawy wynosiła około 6 m, a absydy 3,2 m. Rotunda zbudowana była z płasko łupanych elementów piaskowych, układanych na zaprawie gipsowej. 
Wykop w posadzce ceramicznej i usunięcie spod niej gruzu, na którym była ułożona, ujawniły wykonane z gipsu fragmenty pierwotnej posadzki rotundy, a pod nią, w cieniutkiej warstwie przykrywającej skaliste podłoże, szczątki ceramiki datowanej, podobnie jak rotunda, na wiek X-XI. Natrafiono również na płytę z reliefem krzyża, która była prawdopodobnie nagrobkiem i znajdowała się wewnątrz rotundy. Trafiono także na wykute w skale ślady tras fundamentowych, powiązane z rotundą, z których dwie równoległe, usytuowane w kierunku od wschodu do zachodu, liczą powyżej dziesięciu metrów długości. Pozwoliło to profesorowi Wiktorowi Zinowi zrekonstruować pierwotny kształt budowli stojących na tych fundamentach, która jego zdaniem była być może palatium, czyli wczesnoromańską siedzibę książęcą, w której rotunda była miejscem kultu, a łącząca się z nią prostokątna budowla, rezydencją księcia i jego dworu. Pogląd ten jest jednak na razie jedynie hipotezą.
W XII wieku, na pozostałościach rotundy wzniesiono nowy kościół pw. św. Benedykta o prostokątnym prezbiterium i nawie zbliżonej w formie do kwadratu. Do jej budowy użyto wapienia i wapiennej zaprawy, co umożliwiło dokładne rozróżnienie pozostałości obu świątyń. Pod obecną barokową posadzką odkryto drugą, ceramiczną pochodzącą prawdopodobnie z XVI wieku.